# I Begin to Wonder
"I Begin to Wonder" er en sang af den australske sanger Dannii Minogue fra hendes tredje studiealbum Neon Nights (2003). Sangen blev skrevet af Minogue, Jean Claude Ades, Dacia Bridges og Olaf Kramolowsky, og blev udgivet som albummets andre single.

## Baggrund
"I Begin to Wonder" blev oprindeligt udført af den tyske musikproducer Jean Claude Ades. Minogues pladeselskabet London Records spillede sangen for hende, og hun tænkte at den kunne blive et hit. Hun spurgte Ades, om han ville være villig til at omdanne "I Begin to Wonder" fra en natklub-sang til en popsang. De tilføjede yderligere tekster og omstruktureret sin instrumentering.

## Listeplaceringer
"I Begin to Wonder" blev officielt udgivet i Storbritannien og Irland den 3. marts 2003. I Storbritannien nåede singlen andenpladsen på UK Singles Chart den 15. marts 2003. Den følgende uge faldt sangen til nummer syv og forladt hitlisterne den ellevte uge efter udgivelsen. I Irland nåede sangen nummer 22 på Irish Singles Chart og nummer syv på Irish Dance Chart. Sangen var også vellykket i Europa og nåede den Top 10 i Frankrig, og den Top 50 i Belgien, Nederlandene, Sverige og Schweiz.
I Australien nåede "I Begin to Wonder" nummer fjorten på ARIA Charts den 16. april 2003 og blev certificeret guld af Australian Recording Industry Association. I USA nåede sangen nummer fjorten på Billboard Hot Dance Singles Sales-hitlisten.

## Formater og sporliste
| Britisk CD single 1 1. "I Begin to Wonder" (Radio version) – 3:29 2. "I Begin to Wonder" (Krystel K vocal Mix CD Edit) – 5:12 3. "Hide and Seek" – 3:12 (Minogue, Terry Ronald, Ian Masterson) 4. "I Begin to Wonder" (Video) Britisk CD single 2 1. "I Begin to Wonder" (Radio Edit) – 3:29 2. Album megamix – 6:22 3. "Nervous" – 4:21 (Minogue, Ronald, Masterson) Tysk / Italiensk CD single 1. "Begin to Spin Me Round" (Dannii vs. Dead or Alive) – 3:15 2. "I Begin to Wonder" (Radio version) – 3:29 3. "I Begin to Wonder" (Extended original) – 6:49 4. "I Begin to Wonder" (Krystal K vocal Mix CD Edit) – 5:12 5. "Begin to Spin Me Around" (Extended version) – 5:15 Fransk CD single 1. "I Begin to Wonder" (Radio Edit) – 3:29 2. "Est-Ce Que Tu M'Aimes Encore" (feat. Riva) – 3:29 | Australsk CD single 1. "I Begin to Wonder" (Radio Edit) – 3:29 2. "I Begin to Wonder" (Krystel K vocal Mix CD Edit) – 5:12 3. "Hide and Seek" – 3:12 4. Album megamix – 6:22 5. "Nervous" – 4:21 6. "Begin to Spin Me Round" (Radio Edit) – 3;16 7. "Begin to Spin Me Round" (Extended Mix) – 5:15 Amerikansk CD single 1. "Begin to Spin Me Round" (Radio Edit) – 3:29 2. "I Begin to Wonder" (Extended original Mix) – 6:51 3. ""Begin to Spin Me Round" (Extended Mix) – 5:13 4. "I Begin to Wonder" (Video) Amerikansk 12" single 1. "I Begin to Wonder" (Extended original) – 6:51 2. "Begin to Spin Me Round" (Radio Edit) – 3:29 3. "I Begin to Wonder" (DJ Bardot Remix) – 7:48 4. "I Begin to Wonder" (Krystal K vocal Mix) – 8:04 |

## Hitlister
| Hitliste (2003)                         | Placering |
| --------------------------------------- | --------- |
| Australien (ARIA Charts)                | 14        |
| Belgien (Ultratop Flandern)             | 50        |
| Belgien (Ultratop Vallonien)            | 20        |
| Europa (Eurochart Hot 100)              | 7         |
| Frankrig (SNEP)                         | 7         |
| Irland (Irish Singles Chart)            | 22        |
| Nederlandene (Dutch Top 40)             | 45        |
| Schweiz (Schweizer Hitparade)           | 31        |
| Storbritannien (UK Singles Chart)       | 2         |
| Sverige (Sverigetopplistan)             | 20        |
| USA (Billboard Hot Dance Singles Sales) | 14        |